# Bong

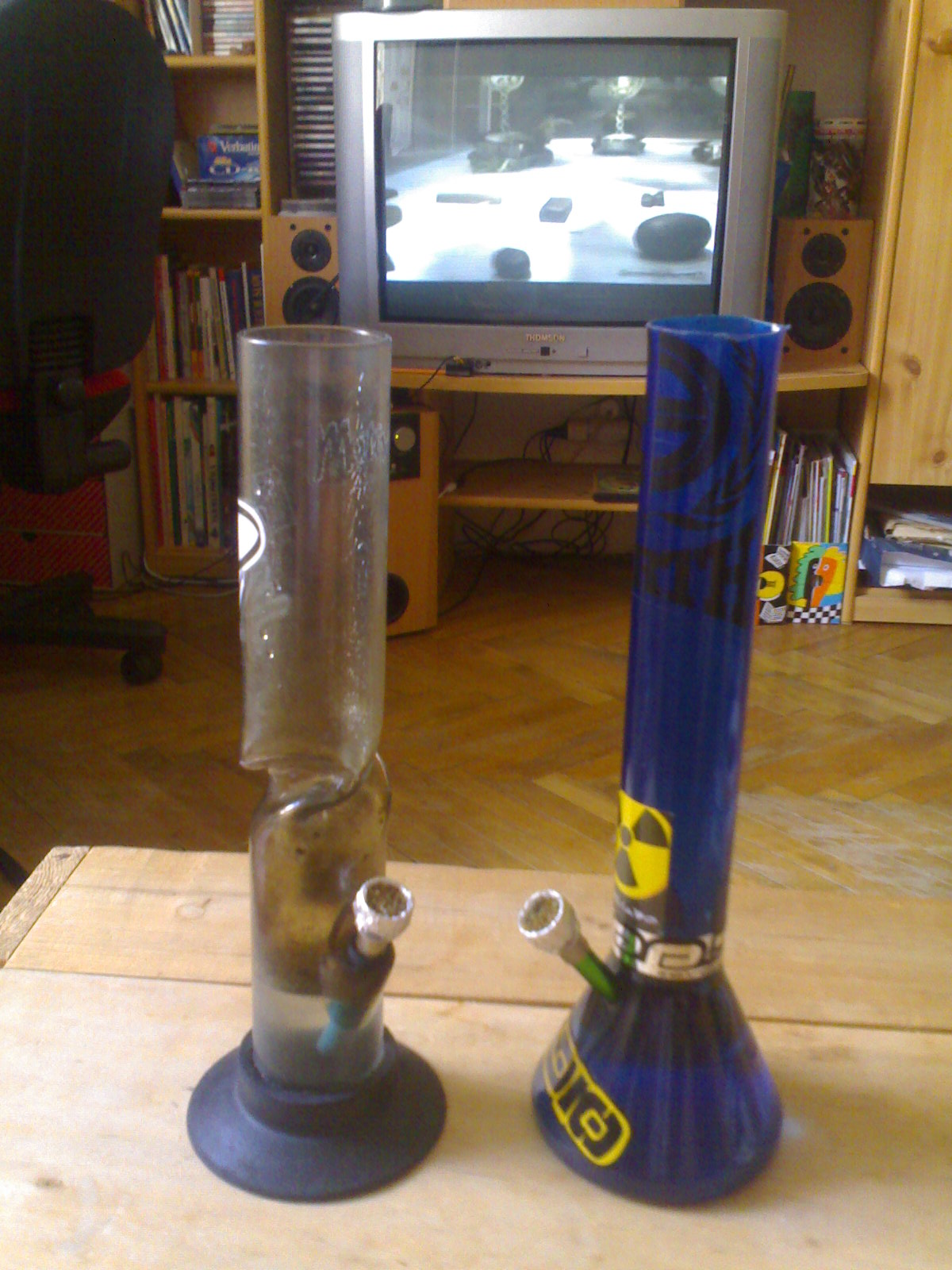
Dva menší bongy

Bong je speciální druh dýmky určený ke kouření především marihuany. Kouření přes bong se liší od obyčejného jointu nebo dýmky tím, že kouř nejprve prochází vodou (případně jinou neperlivou, avšak možno i  perlivou tekutinou), čímž se ochladí a částečně vyčistí.

## Popis
Jedná se o „trubku“, v níž je umístěna dutá tyčka. Ta ústí pod hladinu vody v rouře a na jejím opačném konci je našroubován tzv. kotel (místo pro marihuanu). Důležitou součástí bongu je též tzv. turbo (nebo také brzda, díra, pojistka). Turbo je vyvrtaná díra v rouře a bývá zpravidla umístěna ve spodní části bongu nad hladinou vody (aby nevytékala). Turbo lze použít k vysání zbylého kouře v bongu.
Místo turba nebo společně s turbem mají některé bongy rychle vyndavací kotel, který lze použít ke stejnému účelu. Tomuto stylu bongu a způsobu kouření se říká Amerika.
V dnešní době existuje několik druhů bongů z nejrůznějších materiálů (akryl, sklo, keramika, kov, ale i třeba bambus) a s délkou „trubek“ od cca 15 cm do cca 1,5 m. Průměry trubek se také mohou lišit.
Tzv. Ice Bong je bong se zúženým hrdlem, do kterého se dá led a do baňky se dá voda (pro co nejvyšší čistotu samotného kouře) a led poté kouř ochlazuje na příjemnou teplotu.

## Použití
Základními potřebami je tabák nebo bylina a voda. Voda se nalije do roury tak, aby nevytékala skrz turbo (její množství závisí na druhu bongu), do kotle se napěchuje kouřený materiál, prstem jedné ruky se zacpe turbo a druhou rukou se zapálí kotel. Nyní již kuřák může přiložit svá ústa k vrcholu a začít do sebe vtahovat kouř. Během tzv. kotlení (plnění roury kouřem) je nutné držet zacpané turbo a přitom pořádně „sát“. Jakmile je po intenzivním sání veškeré kuřivo spáleno a roura je plná kouře, kuřák turbo pustí, nebo v případě kouření ve stylu Amerika vytáhne kotel z bongu, a všechen kouř (nebo pokud možno co nejvíce) nasaje do plic. Bong se dá kouřit buď čistý, anebo s přidáním tabáku stejně jako joint, ovšem potom má bong trošku jiné účinky. Po vykouření bongu je možno pozorovat stav tzv. zbombení, tj. stavu intenzivní intoxikace marihuanou.[zdroj?]

## Gravity bong
Gravity bong je vzácnější forma bongu, kdy se kotel umístí na ústí nádoby (láhve), která je naplněná vodou a dole (pod hladinou) má dočasně ucpanou díru. Naráz se zapálí obsah kotle a pustí spodní díra, voda z bongu vytéká, čímž vzniká v láhvi podtlak a tím pádem sání vzduchu přes kotel zapálený a naplňování láhve kouřem místo vody. Když voda vyteče je možné inhalovat takto vzniklý kouř. V praxi je ovšem lepší ponechat v PET láhvi trochu vody, díky čemuž se dá Gravity bong (též známý jako Kýbl či Finský bong) protřepat, neboli šterchnout, čímž dojde k filtraci obdobně jako u klasického bongu. Zbyde-li v láhvi větší objem vody než je třeba, je možné Kýbl tzv. přebít, neboli doplnit požadovaným množstvím marihuany, čímž se vyplní nežádoucí deficit marihuanového kouře v láhvi.